# Фран Пилепић (правник)
Фран Пилепић, (Ријека, 10. јул 1838 — Ријека, 13. април 1890) био је хрватски језикословац, правник, предавач и политичар.

## Породица
Отац му је био Мате, а мајка Антонија Рахелић. Два пута се женио. Са Ерминијом Копајтић је имао сина Османа и након њене смрти напушта Делнице. Са другом супругом Џулијом Цимер Валентиновом (из Милана) је имао ћерке Вилу и Олгу и сина Мирка.

## Школовање
Пучку школу и гимназију је завршио у Ријеци, гдје му је професор био Фран Курелац. Право је завршио у Бечу. Доктрирао је право у Грацу 1867. године.

## Каријера
Био је припадник ријечке филолошке школе. 1860.-их година се окренио од рада на пољу језика и посветио се праву. Радио је као нотар у Делницама и као професор у Бакарској поморској школи, предавао је историју и италијански језик.
Као одборник Народне читаонице ријечке, сарађивао је у тадашњим часописима. Касније је стекао статус уваженог ријечког адвоката, а бавио се и политиком - био је активан члан Старчевићеве Странке права. Био је и биран у Сабор као народни заступник, гдје је био познат као ватрени праваш. 1883. и 1884. би сваки пут, због оштрог језика, био искључен из Сабора на осам дана. Сахрањен је на гробљу Козала у Ријеци, у породичној гробници, поље Г-61 (Pillepich dott. Francesco).

## Томановић о Пилепићу
Лазар Томановић га је случајно упознао у купеу влака 1883. године на релацији од Ријеке до Трста (они су били једини путници у том купеу). Мислио је да је иредетиста, али се преварио. Лазар га је на италијанском упитао која је оно лијепа варош наспрам њих и добио је одговор на италијснком, да је Воловска. По словенском имену мјеста које је навео, онда је помислио да је Словенац из унутрашњости Истре, и одах је почео с њим српски говорити. Тада је Пилепић био заступник на загребачком сабору, познати старчевићанац и адвокат у Ријеци. Томановић је погрешно мислио (није био сигуран) да се Пилепић у Падови школовао, па су на њега дјеловале италијанска уљудност и новија италијанска књижевност, као и политика. Лазар се увјерио да се може и са старчевићанцима разговарати. Одмах је искрено рекао шта мисли о старчевићанству и Хрватству. Пилепић га је уверавао да Старчевић нема ауторитета на странку права, како се мисли. Попушта јој и за њом се води, по многим питањима. Навео је да њихова политика тежи истоме циљу као и српска и да им се за сада само путеви разилазе.  О Црној Гори је говорио са највећим одушевљењем, о књазу Николи с највећим поштовањем. Томановић је сумирајући разговор с њим сматрао да су многи старчевићанци на странпутици, због изопачене историје, који су им писали попови. Када би дошли до извора истине, лако би се с њима споразумјели. Старчевићанство је тада био једини елемент у хрватском народу, по Томановићу, који је био заиста независан од владе и поповства, али узалуд када су му обоје у зачетку без његовог знања душу и крв отровали мржњом на Српство. Лазар је сматрао да који Хрват први устане, да открије своме народу узроке тога тровања, то ће бити највећи Хрват тога вијека, али није гајио наде да ће се тај вијек (19.) таквим Хрватом подичити. Пут им је брзо прошао у угодном разговору и измијенили су посјетнице, стисли су један другоме песнице и најљубазније су се растали. Томановић је констатовао да би зближавању Срба и Хрвата доприносили овакви, чешћи сусрети и међусобно упознавање. 